# 2010年亚洲运动会缅甸代表团
2010年亚洲运动会缅甸代表团共有71名运动员参赛，男运动员57位，女运动员14名。
奖牌榜：
| 名次 | 代表团 | 金牌 | 银牌 | 铜牌 | 总数 |
| ---- | ------ | ---- | ---- | ---- | ---- |
| 22   | 缅甸   | 2    | 5    | 3    | 10   |

## 奖牌获得者

### 金牌
1. 久久丁、梅辛漂、漂漂丹：藤球 - 女子双人
2. 梭拉、西杜林、梭梭昂：藤球 - 男子双人

### 银牌
1. 缅甸男子龙舟队：龙舟 - 男子250米
2. 缅甸男子龙舟队：龙舟 - 男子500米
3. 缅甸男子龙舟队：龙舟 - 男子1000米
4. 珊迪吴：武术 - 女子长拳
5. 乃兑吴：台球 - 男子比利单打

### 铜牌
1. 缅甸女子藤球队：藤球 - 女子单组
2. 缅甸男子藤球队：藤球 - 男子单组
3. 觉吴：台球 - 男子比利单打